# Riedeliops trichinopoliensis
Riedeliops trichinopoliensis es una especie de coleóptero de la familia Attelabidae.

## Distribución geográfica
Habita en la India.